# Fabara
Fabara là một đô thị ở tỉnh Zaragoza, Aragon, Tây Ban Nha. Theo điều tra dân số 2004 của Viện thống kê Tây Ban Nha (INE), đô thị này có dân số là 1.195 người. Diện tích đô thị này là 101 kilômét vuông. Đô thị này nằm ở độ cao 242 m trên mực nước biển.

## Kinh tế
| Lĩnh vực    | Số người | Tỷ lệ  |
| ----------- | -------- | ------ |
| Nông nghiệp | 231      | 45,30% |
| Dịch vụ     | 119      | 23,33% |
| Công nghiệp | 59       | 11,57% |
| No consta   | 55       | 10,79% |
| Xây dựng    | 46       | 9,01%  |

(Nguồn: elaboración propia a partir de Microdatos INE 2001)